# 홍무진
홍무진(洪茂鎭, 1994년 5월 19일 ~ )은 대한민국의 바둑 기사이다.

## 약력
제주 출신으로 7세에 바둑에 입문하였고, 제6회 대한생명배 어린이국수전에서 우승을 차지했다. 2011년 전국체전에서 동메달을 힉득하고, 제3회 비씨카드배 본선32강에 진출했다. 2014년 문경새재배에서 우승을 했고, 제48기 아마국수전에서 준우승을 차지했다. 2015년 제135회 입단대회를 통해 입단했으며, 2015년 12월에 2단으로 승단했다. 2016년 중국 바둑팀과 북경에서 훈련하고, 2016년 3단으로 승단했다. 2018년 바둑서적 "수를읽다"를 편찬, 출간하였다. 2018년 4단으로 승단했다. 2019년 7월 부로 군에 입대하였고 2021년 2월 현역 복무를 마쳐 바둑계로 복귀하였다. 10월에 5단으로 승단했다.